# Joseph Yue Fusheng
Joseph Yue Fusheng (chiń. 岳福生; ur. w 1964) – chiński duchowny katolicki, biskup Harbinu od 2012.

## Życiorys
Święcenia kapłańskie otrzymał 7 sierpnia 1988.
Wybrany biskupem Harbinu. Sakrę biskupią przyjął bez mandatu papieskiego 6 lipca 2012. 
22 września 2018 został uznany oficjalnie przez Stolicę Apostolską.